# Попередження (фільм, 2021)
Попередження — американський науково-фантастичний трилер 2021. Режисерка — Агата Александер; це її режисерський дебют за сценарієм Олександра, Джейсона Кея та Роба Майклсона. Прем'єра фільму відбулася на кінофестивалі у Сіджасі 2021 року.

## Про фільм
Дія розгортається в недалекому майбутньому. Досліджуються наслідки, з якими стикається людство, коли всезнаючі технології стають заміною людської присутності.
Але життя починає руйнуватися, коли глобальний шторм змушує електроніку вийти з ладу. Це призводить до жахливих смертельних наслідків.

## Знімались
| Актор                       | Роль         |
| --------------------------- | ------------ |
| Томас Джейн                 | Девід        |
| Томаш Кот                   | Браян        |
| Тоні Гаррн                  | Олівія       |
| Руперт Еверетт              | Чарлі        |
| Пшемислав Вишинський        | робот Батлер |
| Еліс Ів                     | Клер         |
| Джеймс Д'Арсі               | Гуд          |
| Кайлі Банбері               | Анна         |
| Патрік Арнольд Шварценеґґер | Бен          |
| Аннабелль Волліс            | Ніна         |
| Алекс Петтіфер              | Ліам         |
| Аннабель Малліон            | Дора         |
| Гаранс Марильє              | Магда        |
| Ізабела Куна                | Каміла       |
| Шарлотта Ле Бон             | Шарлотта     |